# Francisco Javier Del Río Sendino
Francisco Javier del Río Sendino (ur. 22 stycznia 1942 w Palencii) – hiszpański duchowny rzymskokatolicki pracujący w Boliwii, w latach 2006-2019 biskup Tarija.

## Życiorys
Święcenia kapłańskie przyjął 29 czerwca 1965 i został inkardynowany do diecezji Palencia. Przez wiele lat pracował jako duszpasterz parafialny, był także m.in. delegatem biskupim ds. liturgii oraz kapelanem kolegium marystów. W 1994 wyjechał na misje do Boliwii i podjął pracę w archidiecezji Santa Cruz de la Sierra. Był m.in. ojcem duchownym seminarium oraz rektorem katedry.
10 stycznia 2006 został mianowany biskupem diecezji Tarija. Sakry biskupiej udzielił mu 30 stycznia 2006 kard. Julio Terrazas Sandoval.
11 października 2019 przeszedł na emeryturę.